# Premnas biaculeatus

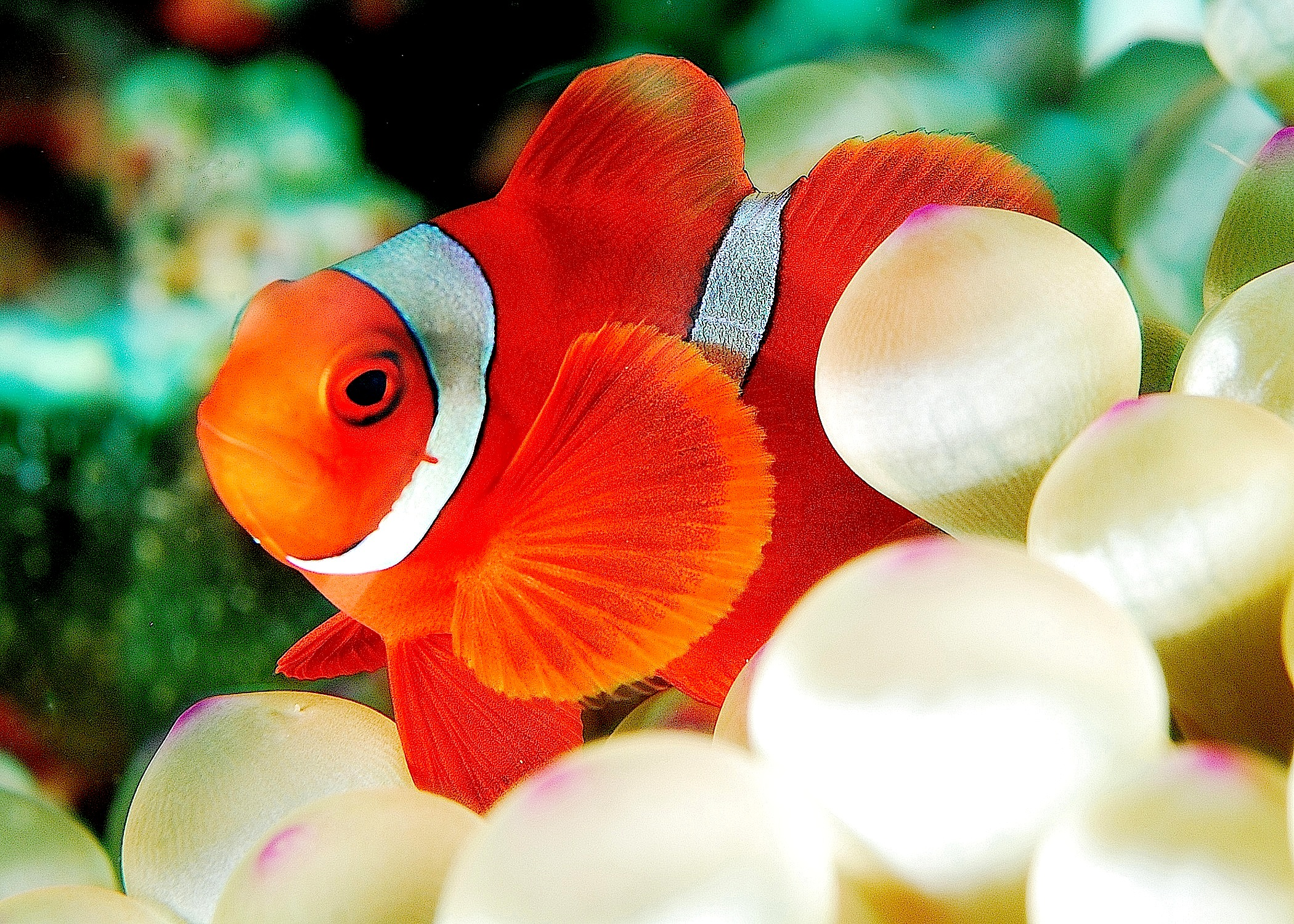
P. biaculeatus juvenil.

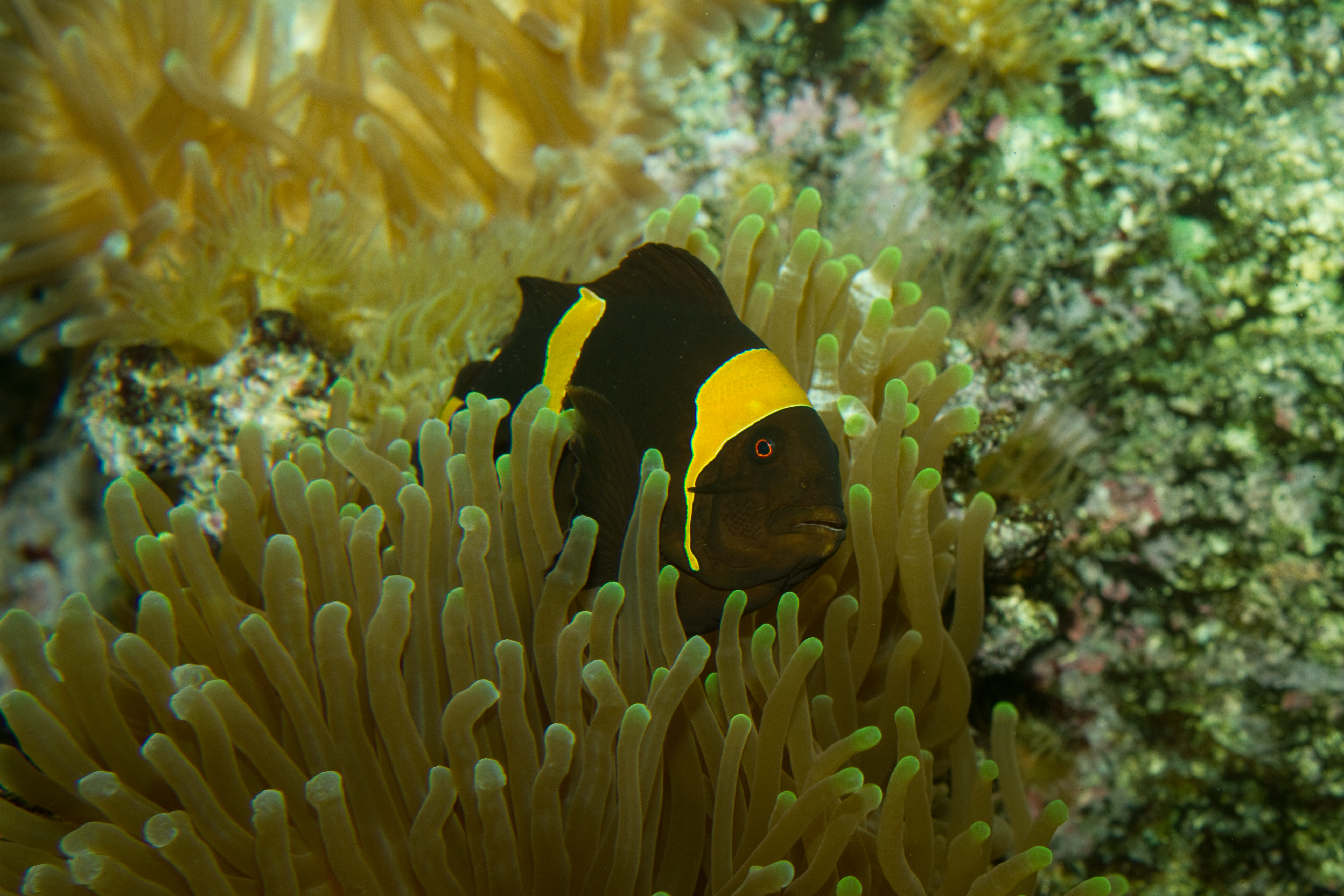
Exemplar adulto (fêmea).

Premnas biaculeatus é uma espécie de peixes da subfamília Amphiprioninae da família Pomacentridae, conhecida pelo nome comum de peixe-palhaço-castanho. O género Premnas é monotípico, contendo apenas esta espécie. A espécie é muito vistosa devido à sua coloração corporal intensa, sendo típica dos recifes de coral do Indo-Pacífico.

## Descrição
A espécie Premnas biaculeatus é um pequeno peixe muito vistoso, devido à sua intensa coloração, e por essa razão muito apreciado em aquariofilia. De corpo fusiforme, com até 17 cm de comprimento nas fêmeas, mas mais pequeno no caso dos machos, ostenta três bandas coloridas que cruzam verticalmente sobre o corpo. O corpo e as barbatanas são de coloração vermelha, intensa e brilhante nos machos e exemplares juvenis, sendo mais acinzentada, por vezes escura, nas fêmeas. Apresenta uma distintiva espinha pré-opercular de cada lado da face.
Devido a diferenças consistentes na coloração, há a possibilidade de que o género contenha duas espécies distintas, não sendo assim monotípico. Uma espécie seria constituída pela variedade de banda branca, e a outra pela variedade de banda amarelo-dourada, diferenças em coloração que se acentuam conforme os animais avançam para a maturidade.
Por ser um animal territorial ligado por uma relação mutualista a espécimes de anémona, apresenta comportamento muito agressivo para com qualquer espécime que se aproxime do seu território, em especial da sua anémona, especialmente da espécie Entacmaea quadricolor, com a qual convive numa estreita relação de mutualismo.
A espécie tem distribuição natural nos recifes coralinos do Indo-Pacífico tropical, desde as costas da Índia e Indonésia, Malásia e  Tailândia às costas das Filipinas, Nova Guiné, Austrália e ilhas Salomão, preferindo como habitat as lagunas costeiras protegidas e os atóis, ocorrendo entre 1 e 17 metros de profundidade.
Os adultos formam casais estáveis que vivem numa relação de mutualismo com exemplares de anémonas da espécie Entacmaea quadricolor. Alimentam-se principalmente de zooplâncton e algas bentónicas.
Apresentam dimorfismo sexual, sendo os machos de menor tamanho que as fêmeas. Como todos os peixes da família Pomacentridae, podem mudar de sexo ao longo do seu ciclo de vida. Sendo protândricos, são os indivíduos maiores ou dominantes os que normalmente mutam para fêmeas.
São ovíparos, produzindo ovos demersais que aderem ao substrato mediante um muco. Cabe ao macho o encargo de oxigenar a postura até ao nascimento dos alevins.
A espécie é frequentemente utilizada em aquários em que se pretenda reproduzir o ecossistema dos recifes de coral, mas não deve ser introduzido com outras espécies de peixe-palhaço, nem juntar mais de um exemplar macho no mesmo aquário. Caso se pretenda o convívio com outras espécies de peixes, é conveniente introduzir indivíduos juvenis, e fazê-lo de tal forma que seja a última espécie a integrar o conjunto.
Em aquário aceita como alimento dessecado tanto artémia como mysis congeladas.

## Galeria

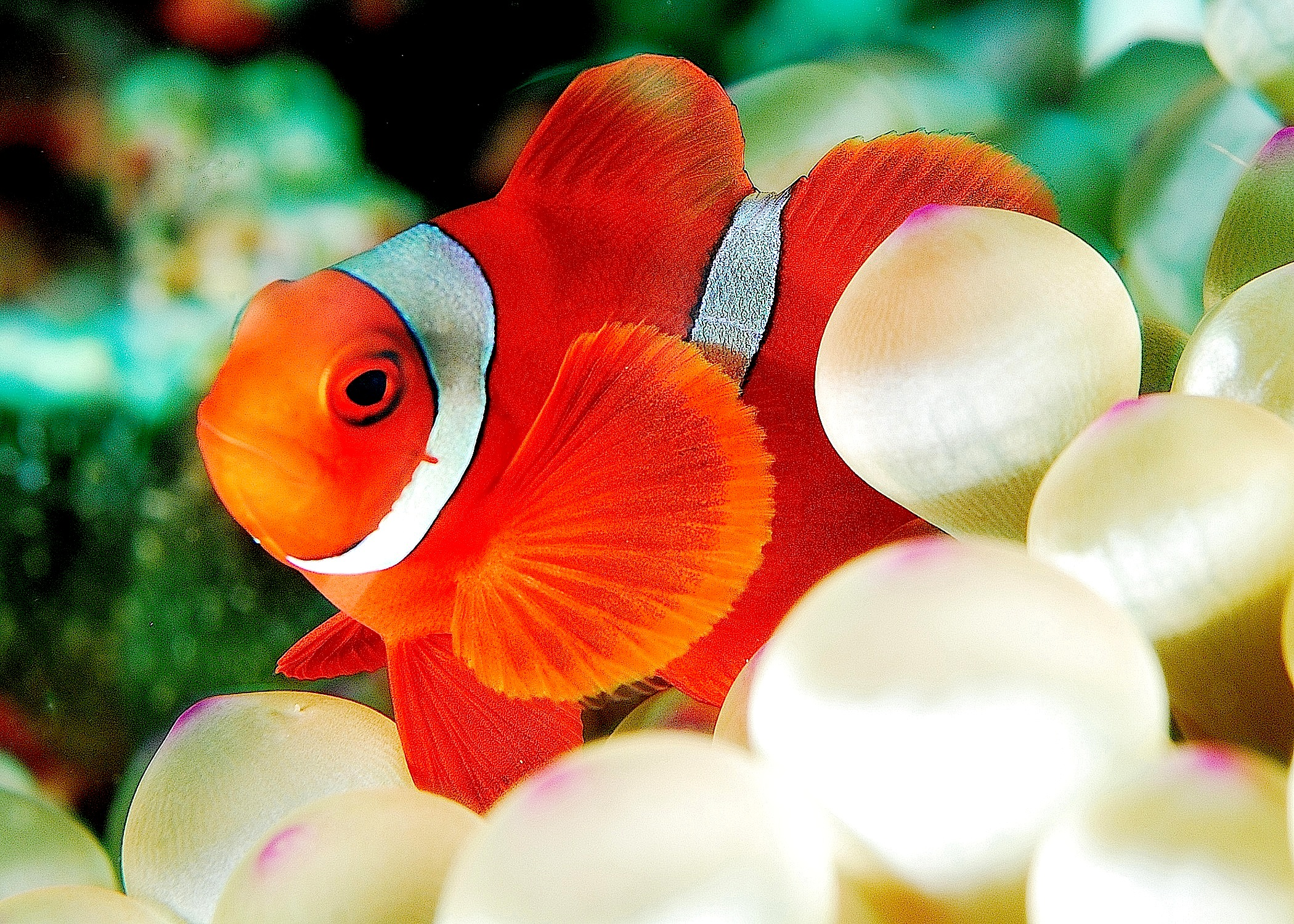
Exemplar juvenil.
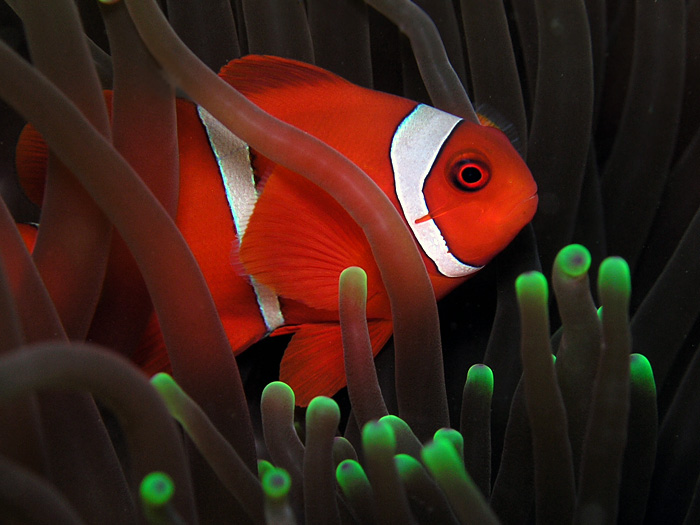
Um macho.
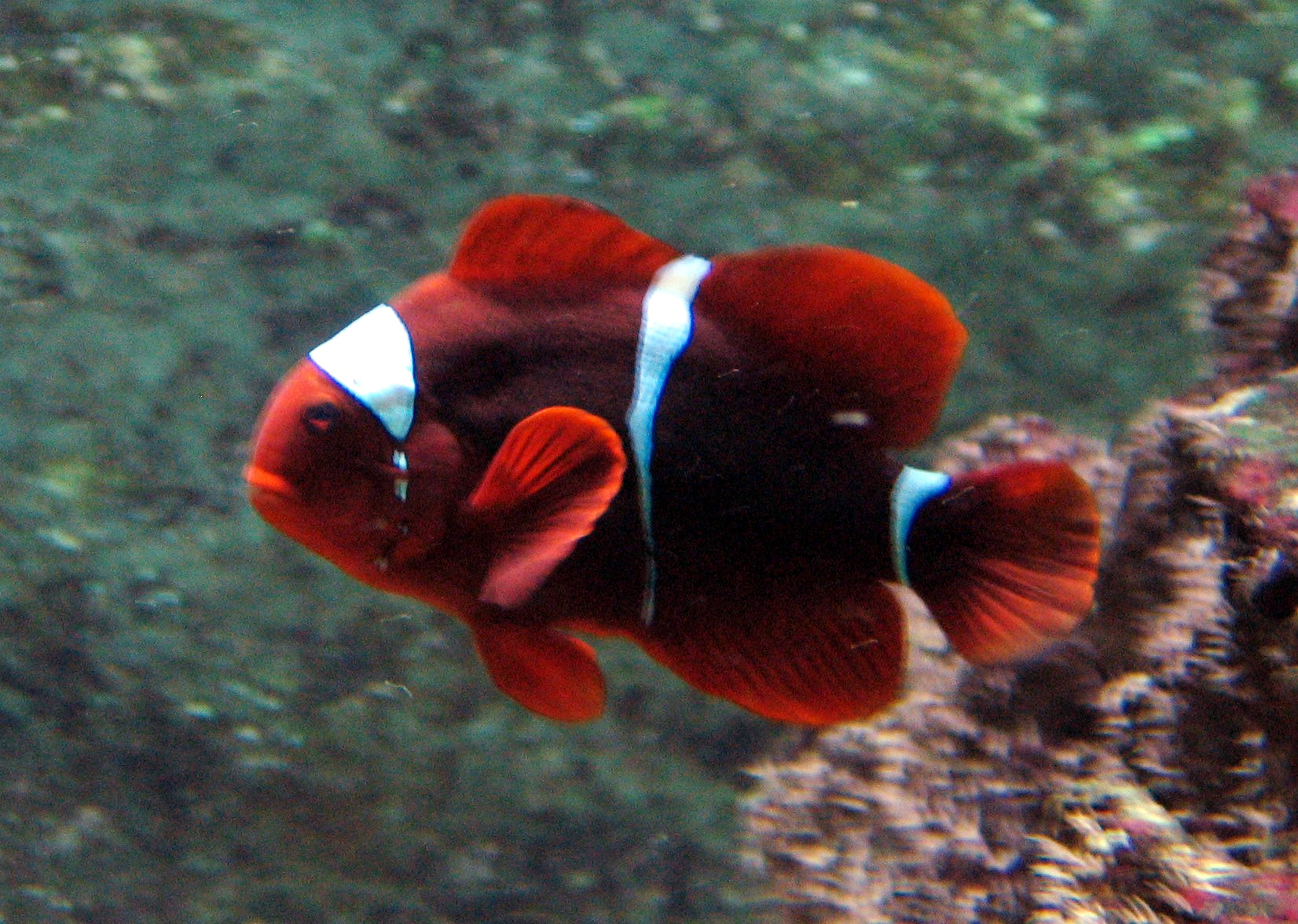
Uma fêmea.
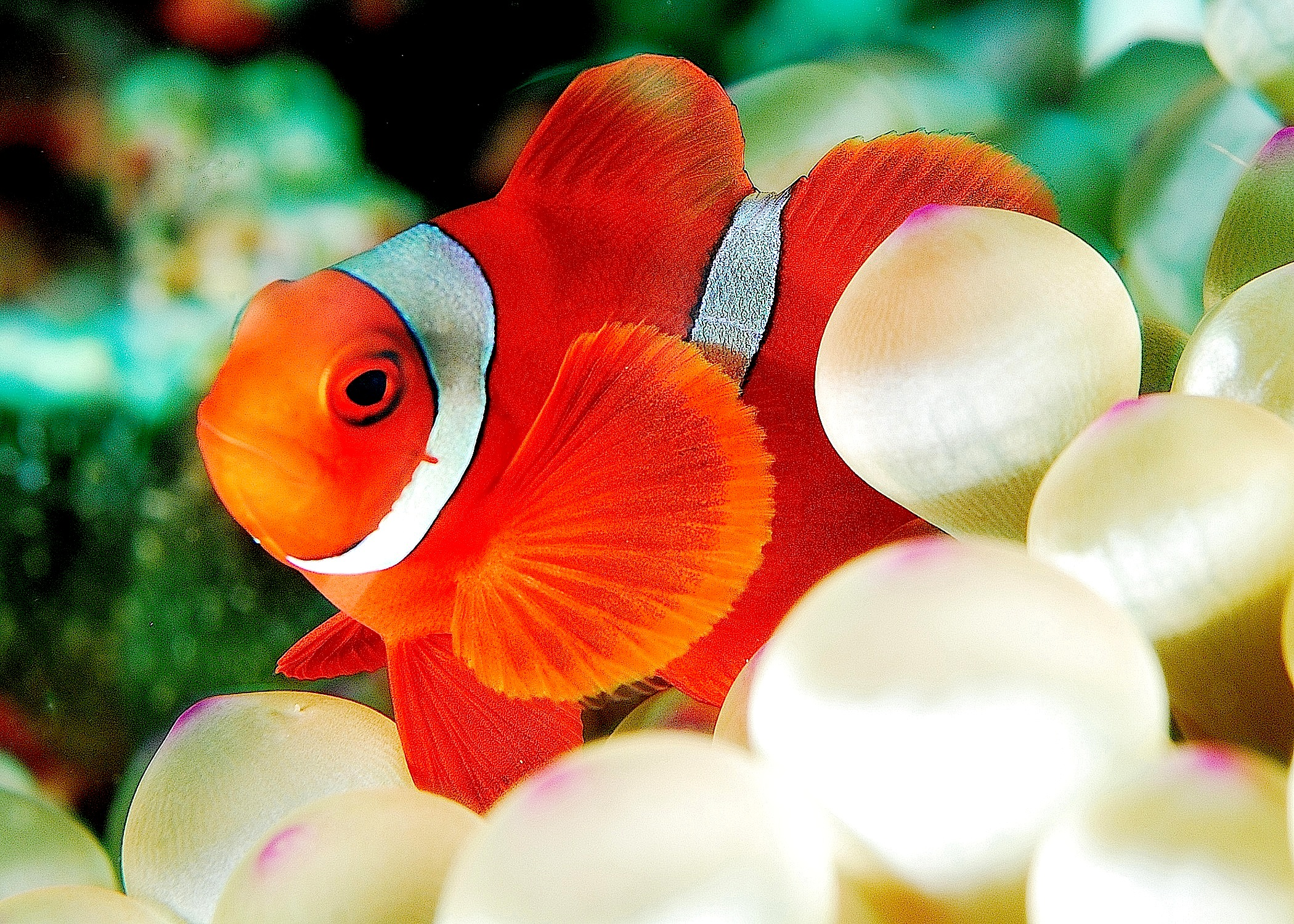
Premnas biaculeatus.
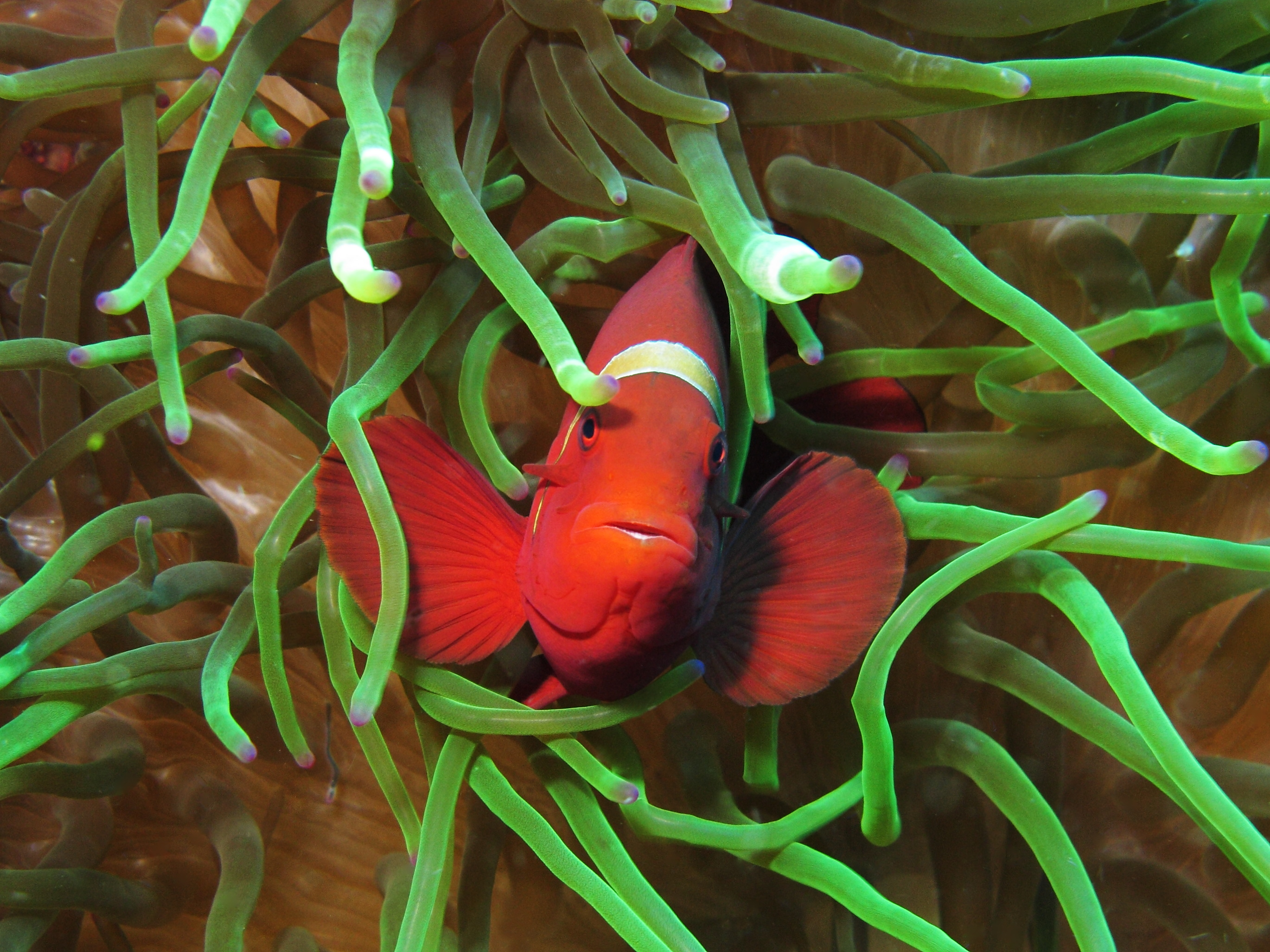
Premnas biaculeatus (Gilli Lawa Laut, Komodo)
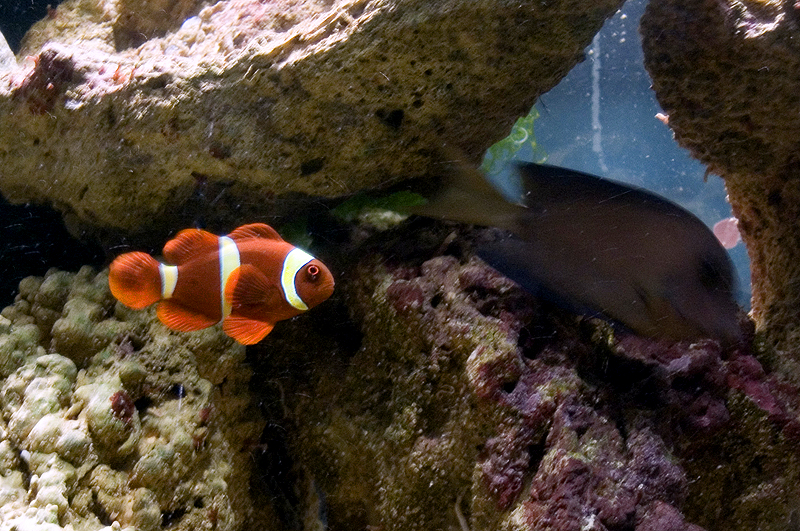
Premnas biaculeatus e um Acanthuridae
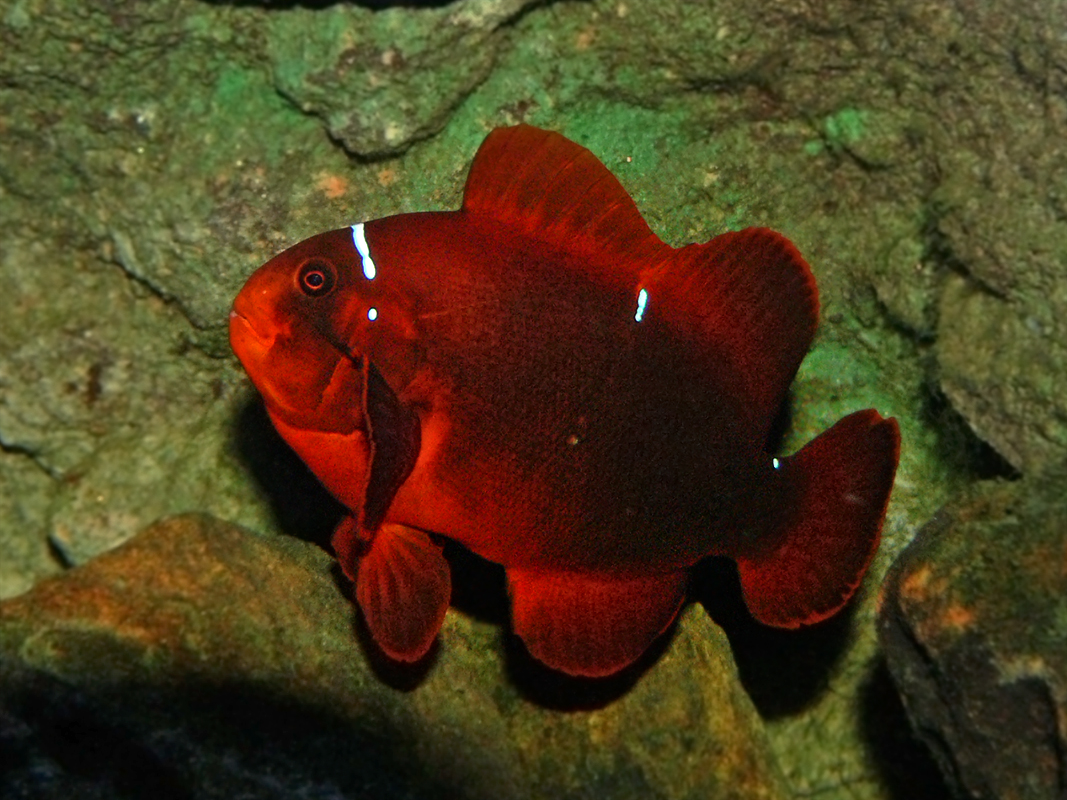
Premnas biaculeatus
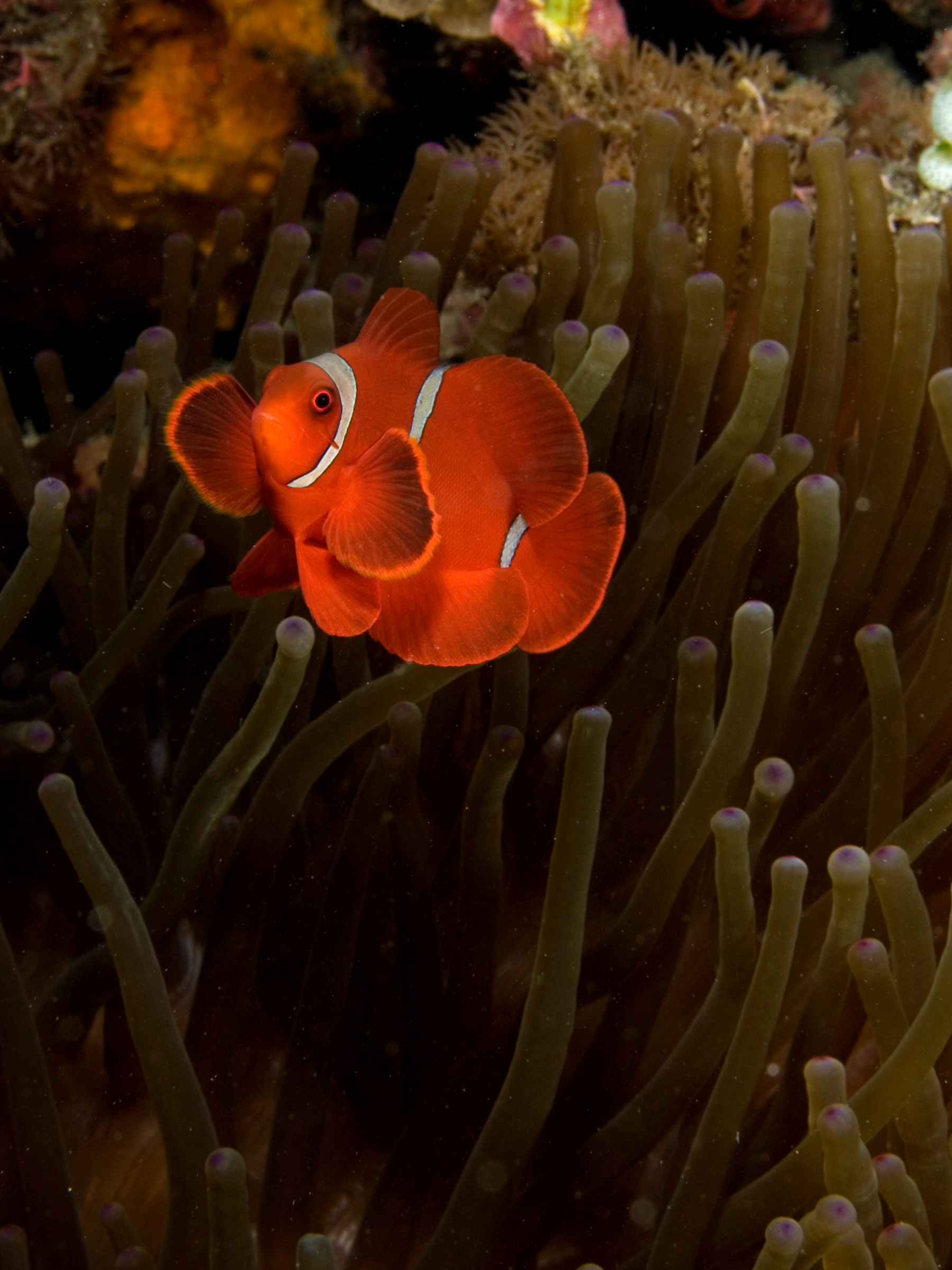
Exemplar juvenil.
- Premnas biaculeatus

### Premnas
- Froese, Rainer, and Daniel Pauly, eds. (2006). Espécies de {{{genus}}} em FishBase. Versão de Abril de 2006.
- «Premnas Cuvier, 1816» (em inglês). ITIS (www.itis.gov)
- (em inglês) Animal Diversity Web : Premnas
- «Premnas» (em inglês). NCBI

### Premnas biaculeatus
- «Premnas biaculeatus » (em francês).  em www.aquabase.org
- Catalogue of Life. Species 2000: Leiden, the Netherlands https://www.catalogueoflife.org/data/search?q=Premnas+biaculeatus&type=EXACT Em falta ou vazio |título= (ajuda)
- Ed. Froese, Rainer; Pauly, Daniel. «"{{{género}}} {{{espécie}}}"». www.fishbase.org (em inglês). FishBase
- «Premnas biaculeatus (Bloch, 1790)» (em inglês). ITIS (www.itis.gov)
- Premnas biaculeatus, (Bloch, 1790) . acedido através de: World Register of Marine Species em [http://www.marinespecies.org/aphia.php?p=taxdetails&id=212768.
- (em inglês) Animal Diversity Web : Premnas biaculeatus
- «Premnas biaculeatus» (em inglês). NCBI